# Sampo Bank
Danske Bank Oyj es la marca comercial de las operaciones en Finlandia de Danske Bank. Sampo Bank fue adquirido por el Grupo Danske Bank en 2007.

## Historia
Sampo Bank tiene sus orígenes más tempranos en 1887, originalmente cuando la caja de ahorros y servicio de correos estatal aceptó depósitos del público general en las oficinas de correos. En 1999, el banco de propiedad estatal fue fusionado con la aseguradora Sampo PLC para formar el Grupo Sampo. La unidad bancaria fue posteriormente adquirida por Danske Bank en 2007, mientras que Sampo Group retuvo el negocio asegurador.
En marzo de 2008, Sampo Bank trasladó su plataforma tecnológica a la de su matriz. Esto temporalmente causó problemas de seguridad y disponibilidad, durante la cual unos desconocidos fueron capaces de colgar en la página web de la entidad una imagen de Mohammed Said al-Sahhaf, un conocido ministro de información iraquí.